# Souk el-Attarine

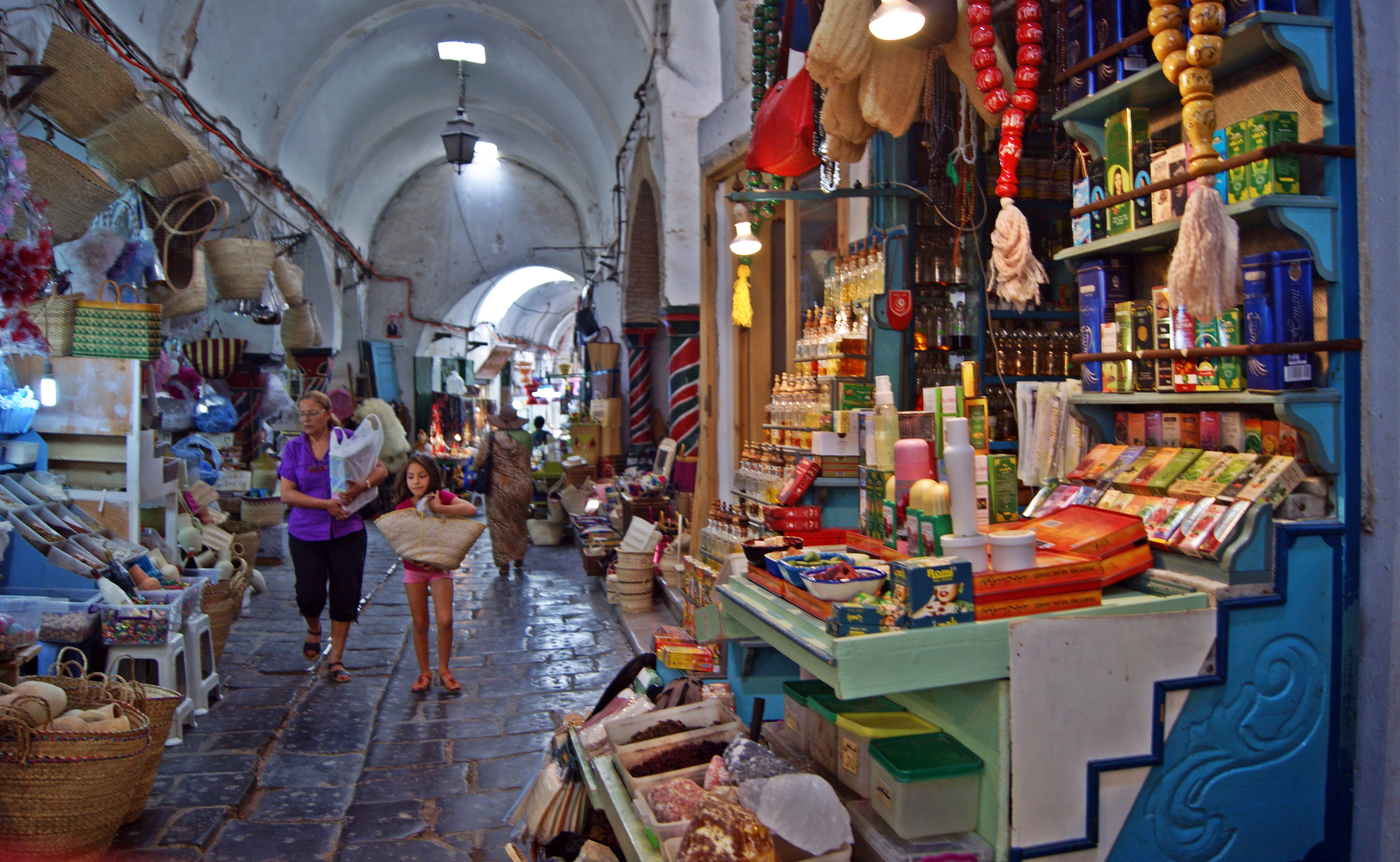
Parfumwinkeltje in de Souk el-Attarine

De Souk el-Attarine (Arabisch: سوق العطارين) is een van de soeks die zich bevindt in de medina van Tunis, ten noordwesten van de Ez-Zitouna-moskee. In deze soek worden hoofdzakelijk parfums en cosmetica verkocht. 
De soek dateert uit 1240 en is gebouwd in opdracht van de Hafsidische sultan Abu Zakariya Yahya. De soek is bewust dicht bij de moskee gebouwd, omdat hier "schone producten" verkocht worden. Soeks die vuil, stank of lawaai veroorzaken, zoals die van slagers en smeden lagen ver bij de moskee vandaan. Eeuwenlang werd hier handel gedreven in geurende producten zoals parfums, wierook, etherische oliën, kaarsen, was en mengsels van kruiden, bloemen en harsen. In de 16e eeuw bleef de soek open tot middernacht, hier kwamen de vrouwen voor parfums die ze 's avonds gebruikten tijdens het baden in de hamam. Tegenwoordig is de soek niet meer alleen in parfums gespecialiseerd, er worden ook andere artikelen verkocht, zoals handtasjes en schoonheidsproducten. 